# Đột biến trung tính

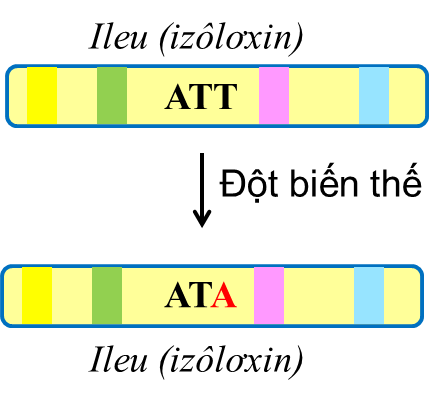
Hình 1: Đột biến điểm dạng thế đã thay T bằng A, làm bộ ba ATT biến đổi thành ATA, nhưng vẫn mã hoá izôlơxin được xem là đột biến trung tính.

Đột biến trung tính - theo nghĩa rộng - là những đột biến không gây hại nhưng cũng chẳng có lợi gì cho sinh vật có đột biến đó. Theo nghĩa thường dùng - trong di truyền phân tử - đột biến trung tính là thay đổi ở chuỗi nuclêôtit của phân tử DNA mà không gây hại nhưng cũng chẳng có lợi cho sinh vật mang đột biến đó. Vì gen là một đoạn DNA, làm khuôn tổng hợp ra RNA, nên trong những trường hợp nhất định, có thể gọi RNA có đột biến trung tính, khi RNA này là bản  phiên mã của gen có đột biến trung tính.

## Nội hàm
Đột biến trung tính là một thuật ngữ thuộc lĩnh vực di truyền học phân tử, trong tiếng Anh là "neutral mutation" (phát âm IPA: /ˈnutrəl mjuˈteɪʃən/) dùng để chỉ loại đột biến gen không có lợi hoặc chẳng gây hại gì đến khả năng sống sót, phát triển và sinh sản của một sinh vật.
Loại đột biến này có thể là:
- Một dạng đột biến gen mà biểu hiện kiểu hình của nó ở thể đột biến không dẫn đến thay đổi giá trị thích nghi hoặc không có bất kì ảnh hưởng đáng kể nào cho sự tồn tại, phát triển và sinh sản của sinh vật mang đột biến đó trong điều kiện môi trường hiện tại. Trong các dạng đột biến điểm, thì dạng đột biến sai nghĩa vẫn có thể là đột biến trung tính, nếu amino acid thay thế có chức năng tương tự như amino acid ban đầu.[6]
- Một dạng đột biến gen mà không biểu hiện ra kiểu hình, nghĩa là dạng đột biến không có hiệu ứng kiểu hình (phenotypic effectc), nên không nhận thấy hoặc không thể đo lường được theo các phương pháp thông thường, chẳng hạn như đột biến câm (hình 1).[4][7]

## Đặc điểm

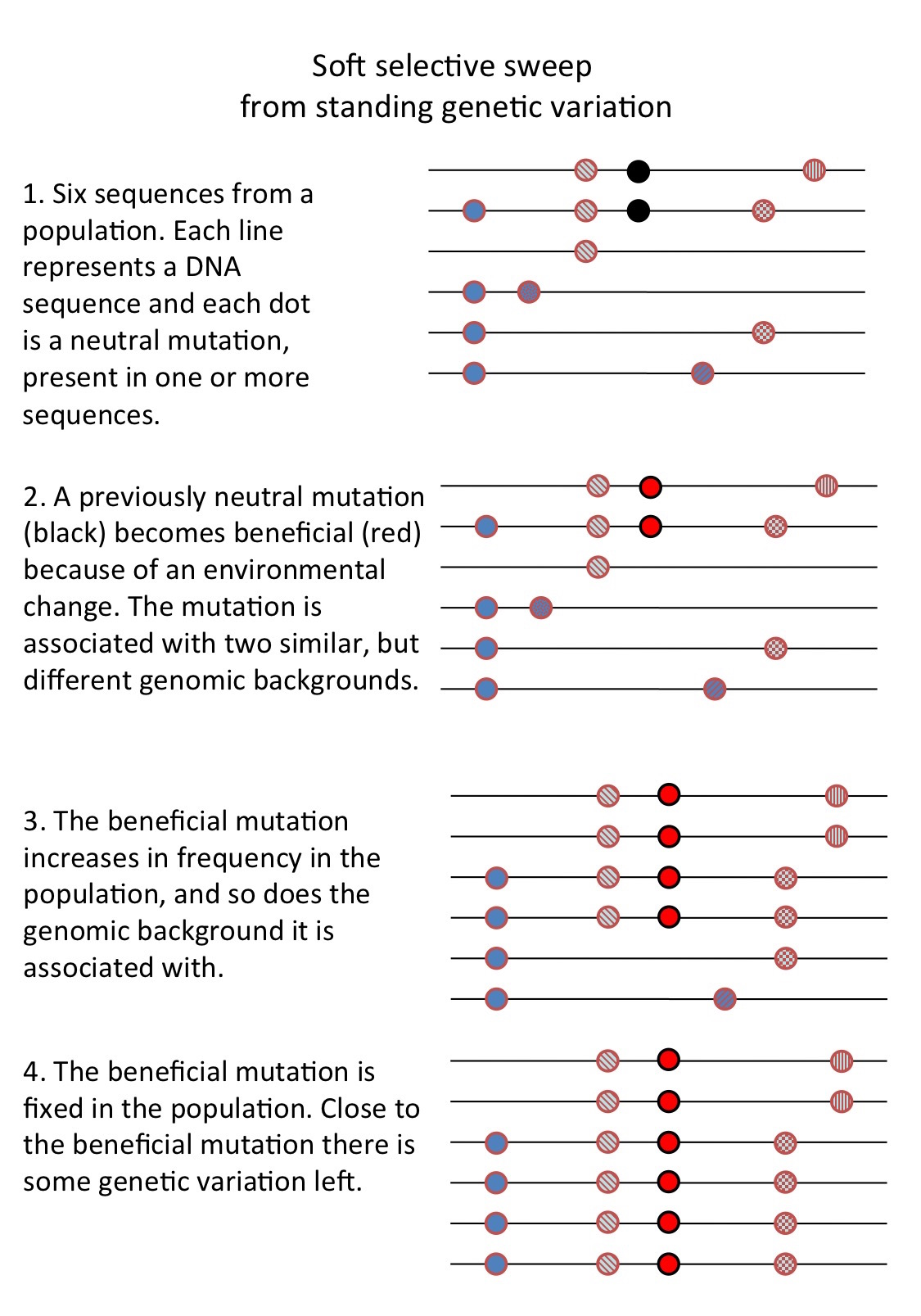
Hình 2: Sơ đồ chọn lọc mềm các đột biến trung tính lại trở nên có lợi và tăng tần số trong quần thể.
1) Giả sử một quần thể có 6 chuỗi DNA (mỗi chuỗi tượng trưng là một đường thẳng), ở mỗi chuỗi có các đột biến trung tính (tượng trưng là vòng tròn nhỏ).
2) Vì môi trường thay đổi, một số đột biến ban đầu nào đó (màu đen) trở thành có lợi (màu đỏ). Các đột biến này tuy cùng loại nhưng lại ở các chuỗi DNA ít nhiều khác nhau.
3) Đột biến này là có lợi nên tăng tần số trong quần thể, và các chuỗi DNA mang chúng cũng tăng tần số theo.
4) Các đột biến có lợi được lan rộng và cố định trong quần thể cùng với một số đột biến còn lại không bị loại bỏ.

- Đột biến trung tính hoàn toàn không chịu tác động của chọn lọc tự nhiên, vì nó không biểu hiện hoặc nó không có lợi cũng chẳng gây hại.
- Do đó, sự lan truyền của đột biến trung tính trong quần thể không phụ thuộc vào chọn lọc tự nhiên, mà được lan truyền cũng như kế thừa qua các thế hệ một cách ngẫu nhiên, nói cách khác là nó lan truyền theo phương thức trôi dạt di truyền (genetic draft). Trong trường hợp này, sự lan truyền của nó được phản ánh qua mô hình của Kimura Motoo, hoặc của Ohta Tomoko cũng như nhiều nhà khoa học khác ở lĩnh vực thuyết trung tính.
- Theo thời gian, những đột biến trung tính có thể bị loại bỏ hoặc được tích lũy một cách tình cờ, có khi trở nên có lợi cho sinh vật do sự gia tăng tần số đột biến này ở các thế hệ sau của quần thể kết hợp với thay đổi của môi trường (hình 2).[8] Có tác giả gọi phương thức tích luỹ đột biến trung tính này là kiểu "chọn lọc mềm" (soft selective).[9][10]

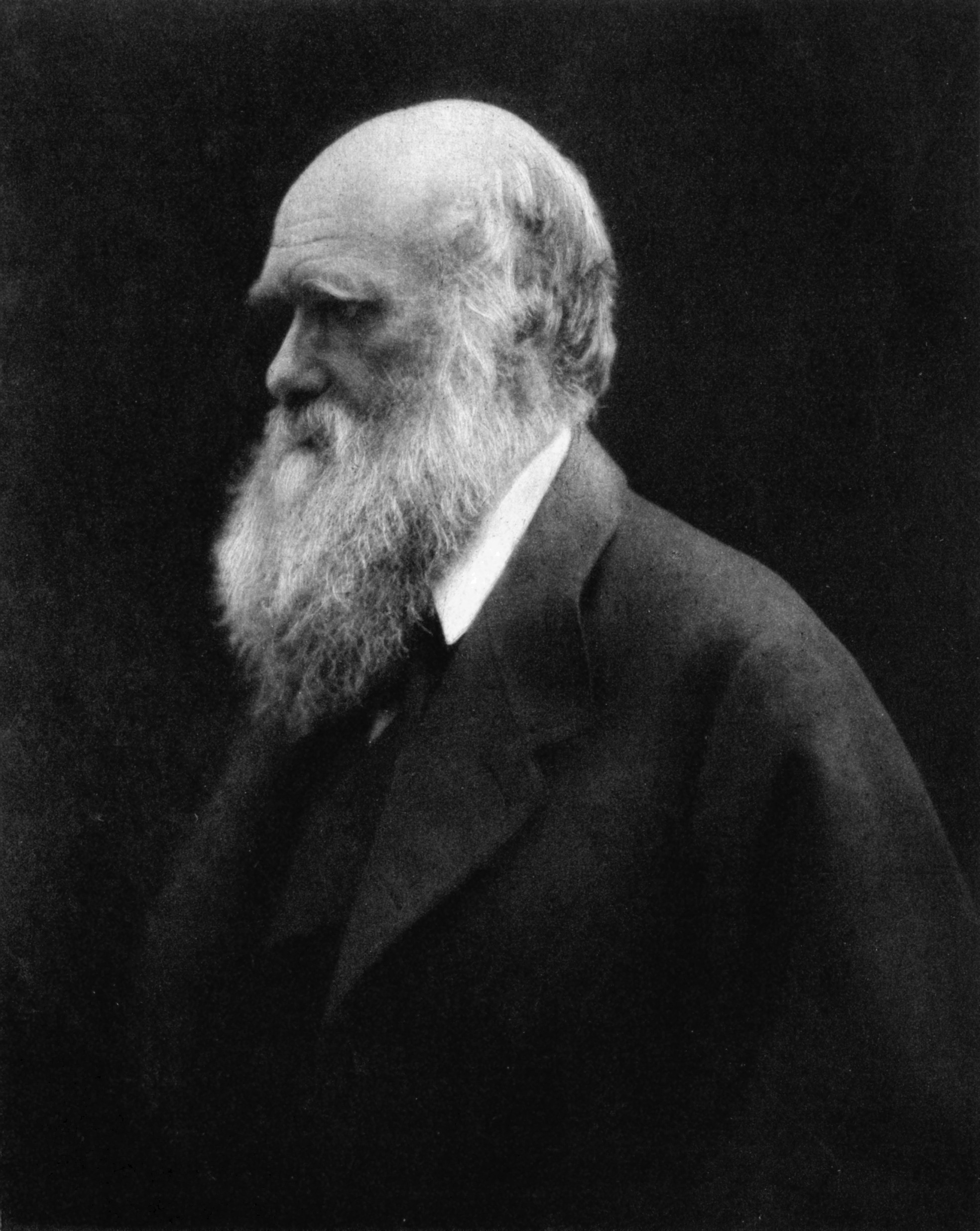
Hình 3: Saclơ Đacuyn (ảnh chụp năm 1868).

## Lược sử
- Từ thế kỷ XIX, Charles Darwin đã có nhận định về đột biến trung tính trong công trình của mình, mà ông gọi là biến dị cá thể (thời đó chưa có khái niệm "đột biến trung tính") không mang lại lợi thế hoặc bất lợi gì cho sinh vật, nên có thể bị đào thải hoặc được củng cố không do tác động của chọn lọc tự nhiên.[11] Tuy nhiên, ông vẫn cho rằng tiến hoá chủ yếu được thúc đẩy bởi những đặc điểm có lợi cho cá thể sinh vật và quan điểm này được chấp nhận rộng rãi cho đến những năm 1960.[12]
- Từ năm 1968, Motoo Kimura lại nêu giả thuyết cho rằng đột biến trung tính là rất quan trọng ở cấp độ phân tử, sau đó giả thuyết được công nhận rộng rãi và trở thành học thuyết tiến hoá trung tính.[12][13]
- Hiện nay, đột biến trung tính đã được khẳng định là có vai trò nhất định trong tiến hoá ở cấp độ phân tử. Chẳng hạn: insulin của bò và của người khác nhau về trình tự amino acid trong cấu tạo bậc I của prôtêin, nhưng lại vẫn có thể thực hiện chức năng như nhau. Do đó, sự thay thế amino acid giữa các loài do đột biến điểm ở các gen có cùng nguồn gốc được coi là trung tính hoặc không ảnh hưởng đến chức năng prôtêin. Đột biến trung tính tuy không chịu tác động của chọn lọc tự nhiên, nhưng thực ra không tách rời chọn lọc tự nhiên mà chỉ bổ sung quan niệm cơ bản của Đacuyn.[1][14] Ngày nay, nhiều quan sát liên quan đến đột biến trung tính đã được dự đoán trong lý thuyết trung tính bao gồm: 
  - các amino acid có đặc tính sinh hóa tương tự được thay thế cho nhau;
  - thay thế base đồng nghĩa do tính thoái hoá (degeneracy, cũng dịch là tính dư thừa[3]) của mã di truyền;
  - các đột biến ở intrôn (không mã hoá) không gây rối loạn di truyền hoặc không làm sai khác biểu hiện gen có intron đột biến;
  - một số đột biến ở gen giả (pseudogene) cũng có thể phát triển.

## Các dạng chính

### Đột biến đồng nghĩa
- Đây là trường hợp một nuclêôtit khác mã ban đầu được lắp sai vào DNA khi nhân đôi, nhưng sự có mặt của nó không làm thay đổi "nghĩa" của bộ ba do tính thoái hóa (degeneracy) của mã di truyền, nên vẫn được dịch mã thành vẫn amino acid như ban đầu. Trường hợp này cũng được gọi là đột biến câm.
- Chẳng hạn sáu bộ ba ở DNA là: TCT, TCC, TCA, TCG, AGT và AGC đều mã hoá xêrin, thì mỗi đột biến nào làm biến đổi bộ ba vẫn trong phạm vi sáu bộ ba nói trên thì đột biến đó là trung tính. Đặc điểm này đã được Francis Crick gọi là "wobble" nghĩa là "lắc lư" linh hoạt, đảm bảo cho "an ninh" của mật mã di truyền.[15]  Do đó, loại đột biến này không có hiệu quả kiểu hình.[7][16]

### Thay thế amino acid tương tự
- Đây là trường hợp đột biến sai nghĩa, nhưng amino acid "sai" lại có chức năng tương tự như amino acid "đúng" gốc ban đầu, thì có tác giả gọi amino acid "sai" được thay thế đó là amino acid trung tính (neutral amino acid) và đột biến gây ra cũng là đột biến trung tính như đã trình bày ở mục trên.[17]
- Ngoài ra, một đột biến là trung tính hay không, còn phụ thuộc vào vị trí của amino acid bị "sai": nếu nó xảy ra trong một khu vực cấu trúc quan trọng hoặc trong vị trí hoạt động của prôtêin, thì một đột biến câm lại không im lặng nữa và có thể làm bất hoạt hoặc thay đổi đáng kể chức năng của prôtêin bị đột biến. Ngược lại một đột biến sai nghĩa mà xảy ra trong một khu vực không quan trọng hoặc ở vị trí nào đó không ảnh hưởng đến hoạt động chức năng của prôtêin, thì nó vẫn được coi là  đột biến trung tính hoặc gần như trung tính và tồn tại lâu dài trong quần thể một cách ngẫu nhiên theo thời gian.[18]

## Xem thêm

Hình 4: Bảng mã di truyền DNA.